# محزر (الحيمة الداخلية)

تعديل مصدري - تعديل

محزر هي إحدى قرى عزلة الحدب بمديرية الحيمة الداخلية التابعة لمحافظة صنعاء، بلغ تعداد سكانها 396 نسمة حسب تعداد اليمن لعام 2004.